# Korsakfell

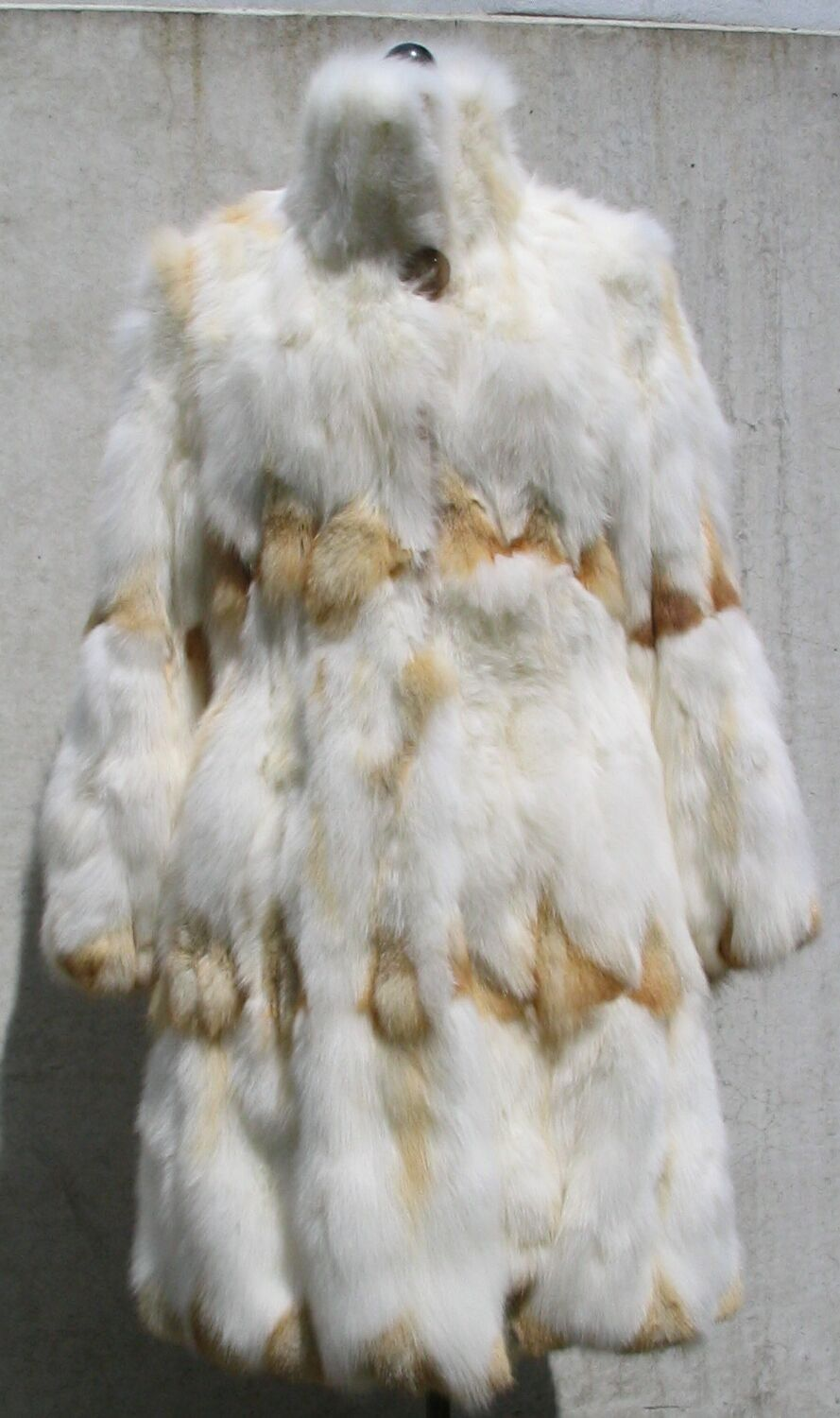
Korsakfuchswammen-Mantel (2008)

Das Korsakfell ist das Fell des Steppenfuchses, ehemals häufig auch Asiatisches oder Mongolisches Kitfuchsfell genannt. Die Heimat des auch als Korsakfuchs (gelegentlich auch Korsuk) oder Sandfuchs bezeichneten Fuchses sind die Steppengebiete Sibiriens und Zentralasiens vom Kaspischen Meer bis zur Mongolei, Mandschurei und Korea. Das Korsakfell sowie die daraus hergestellten Produkte waren vor allem historisch eine begehrte Handelsware.
Schon in frühgeschichtlichen Epochen wurde der Steppenfuchs bejagt. In späterer Zeit gaben Nomadenvölker ihre an die Mongolen abzuliefernden Tribute in Form von Korsakfellen ab.

## Fell

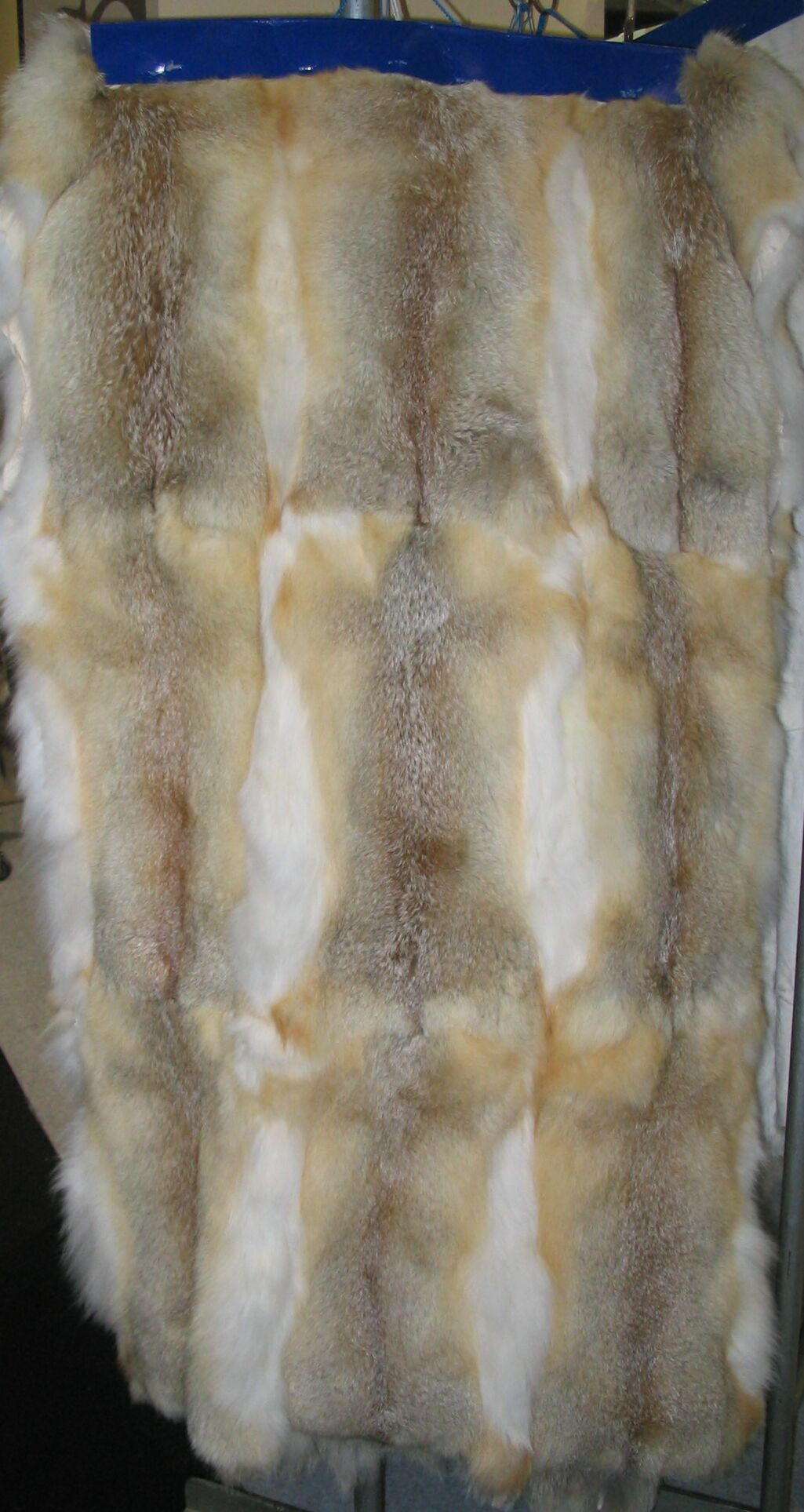
Tafeln aus Korsakfellen („Mongolische Kitfüchse“)

Das Korsakfell hat eine Kopfrumpflänge von nur 50 bis 60 cm, der dicht behaarte Schweif ist sehr viel kürzer als beim ähnlichen, größeren Rotfuchs; die Beine sind länger, die Ohren größer und die Grannenhaare weicher. Das Winterfell ist im Gesamtton blassgelb bis gelblich grau oder rötlich grau. Die Behaarung ist dicht; die Rückengrannen sind silbrig geringelt mit zimtbräunlichem Unterton, Kehle, Brust und Wammen sind gelblichweiß. Der Gesamteindruck erinnert an ein Kitfuchsfell.
Die Läufe sind vorn gelblich, an den Seiten rostbraungelblich, nach hinten zu blasser werdend. Der Kopf ist gräulich ockerfarben, die Stirn ist dunkler, die Augenpartie heller, Schnauze, Kehle und Halsunterseite sind weiß bis gelblich. Die Ohren sind hinten ockerfarben bis fuchsrötlich, mit weißem Rand. Der blassgelbe Schweif ist schwarz überschleiert, in der Höhe der Schwanzwurzel befindet sich ein schwarzer Fleck (Viole), die Schweifspitze ist dunkel bis schwarz. Die Unterwolle ist aschgrau, ebenso das Grannenhaar, nur hat es eine weiße Spitze. Die Felle männlicher Tiere sind nur unwesentlich größer als die von weiblichen.
Der Haltbarkeitskoeffizient für das Kitfuchsfell wird mit 50 bis 60 Prozent angegeben.

## Handel
Die Bedeutung des Korsakfelles war einmal wesentlich größer als heute. In Kirgisien wurde beispielsweise beim Tauschhandel immer in „Korsakfell-Zahl“ umgerechnet, es stellte damit eine Art Geldersatz dar.
| Der russische Handels-Standard unterscheidet: | Der russische Handels-Standard unterscheidet: | Der russische Handels-Standard unterscheidet:   |
| --------------------------------------------- | --------------------------------------------- | ----------------------------------------------- |
| Herkommen:                                    | Petropawlowsky                                | Semipalatinsky                                  |
|                                               | Orenburger                                    | West-Kasachstaner                               |
|                                               | Astrachaner                                   | Mittel-Asiatische                               |
|                                               | Taschkener                                    |                                                 |
| Sorten:                                       | I vollhaarig                                  |                                                 |
|                                               | II weniger vollhaarig                         |                                                 |
|                                               | III halbhaarig                                |                                                 |
|                                               | unterteilt in:                                | a) slightly damaged / leicht beschädigt         |
|                                               |                                               | b) severely damaged / sehr beschädigt           |
|                                               |                                               | c) unusable (rejects) / unbrauchbar (Ausschuss) |

1904 schreibt Brass über die Korsakfelle: „Einen Handelsartikel bilden dieselben in Ostasien nicht, doch sollen von Transbaikalien aus Mengen auf den russischen Markt kommen.“
Für den Winter 1923/24 berichtet er später von jährlich 135.700 Stück. Zu der Zeit wurde eine neue Färbemethode angewandt und es bestand eine große Nachfrage. Danach sind die Anlieferungen erheblich zurückgegangen, 1940 waren es nur noch 12.000 Felle. Auffallend sind zwei sehr unterschiedliche, willkürliche Jahresexportzahlen: Für die Saison 1925/26 waren es 71.629 Felle, für die darauffolgende Saison 1926/27 sind nur noch 22.836 Stück angegeben.
Wegen des durch Überbejagung und die Kulturnahme der Steppengebiete stark zurückgegangenen Bestands verhängte Kasachstan von 1928 bis 1938 für den Korsakfuchs eine absolute Jagdruhe. Es wurde verboten, die Baue zu zerstören, „um ihn in der Sowjetunion als Pelztier und „Antagonist“ im Haushalt der Natur „sinnvoll“ zu nutzen.“
Nach dem Zweiten Weltkrieg lohnten sich die Einfuhren nicht mehr, weil die Mode langhaariges Fellwerk stark vernachlässigte, die Zeit des Persianers und später des Nerzfells war angebrochen. Bis 1960 war das Gesamtaufkommen wieder auf 27.000 angestiegen. 1988 lagen keine neueren Zahlen vor. Zu der Zeit erfolgten die Anlieferungen meist aus der Mongolei und Korea, sie sind hauptsächlich als mongolische Kitfüchse im Handel. Das Pariser Modehaus Chombert zeigte etwa in den 1970er Jahren Korsakfuchspelze unter der Fellbezeichnung „Karaganda“-Kidfuchs (in dieser Schreibweise, mit „d“), benannt nach Qaraghandy, einer Stadt in Kasachstan. Der Frankfurter Rauchwarenhändler Richard König erwähnte bereits 1952 Kidfüchse (mit „d“), die aus der Tsinkianggegend kommen und dem russischen Korsak ähnlich sind. Gleichzeitig nannte er große, helle Korsukfelle aus der inneren Mongolei, die zu der Zeit meist über Russland gehandelt wurden.
Die Rohfelle werden meist rund abgezogen, mit dem Haar nach innen, angeliefert.

## Verarbeitung

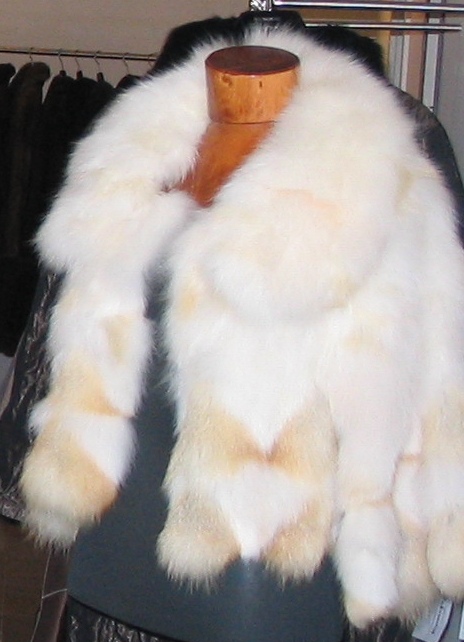
Jäckchen aus Korsakfuchswammen (2010)

Seit der weitgehend allgemeinen Einführung der Pelznähmaschine um 1900 (erfunden um 1870) ist es zu wirtschaftlichen Kosten möglich, durch das so genannte Auslassen Felle in der Form beliebig zu verändern. Hiermit können durch schmale V- bzw. A-förmige Schnitte auf Kosten der Breite auch Korsakfelle in jede gewünschte Länge, bis hin zum bodenlangen Abendmantel, gebracht werden.
Wie bei fast allen Fellarten werden auch die bei der Verarbeitung der Korsakfelle abfallenden Reste zu Tafeln zusammengesetzt und kommen als so genannte Bodys zur Weiterverarbeitung in den Großhandel. Der Hauptort für die Verwertung der in Europa anfallenden Pelzreste ist Kastoria in Griechenland sowie der in der Nähe liegende kleinere Ort Siatista, die Tafeln mit den fast weißen Korsakfuchswammen kommen jedoch aus Asien. Die langen Pfoten und die weißen Wammen werden dort zu sehr attraktiven Tafeln, hauptsächlich für Pelzinnenfutter, aber auch häufig für mit dem Haar nach außen gearbeitete Pelzbekleidung (siehe Fotos), zusammengesetzt. Die Schweife dienen als Anhänger für Schlüsselbunde, Taschen usw., bei entsprechender Mode auch als Boas.
Für die südlichen Herkommen Kasachstan, Turkestan und dem Kaukasus wird 1970 angegeben, dass diese flacheren und mehr rötlichen Felle meist nur in gefärbtem Zustand Verwendung finden. Beliebte Färbungen waren blau und silberfuchsfarbig.
Die Nutzung der Felle erfolgt vor allem für Großkonfektion, für Jacken und Mäntel sowie auch für Felldecken.

## Statistik
- Die Welternte an Korsakfuchsfellen belief sich Ende der 1920er, Anfang der 1930er Jahre auf 26.000 bis 50.000 Felle. Hiervon kamen über 50 Prozent aus der Mongolei, die kleinere Hälfte aus der UdSSR.[10]

| 1958   | 1959   | 1960   | 1961   | 1962   | 1963   | 1964   | 1965   | 1966   | 1967   | 1968   |
| ------ | ------ | ------ | ------ | ------ | ------ | ------ | ------ | ------ | ------ | ------ |
| 34.600 | 36.000 | 45.400 | 39.658 | 33.057 | 37.756 | 41.900 | 42.225 | 38.613 | 39.919 | 41.840 |

- Das höchste bis 1965 ermittelte Fellaufkommen der Mongolischen Volksrepublik war im Jahr 1947 mit 62.926 Stück.[12]

## Anmerkung
1. ↑  Die angegebenen vergleichenden Werte (Koeffizienten) sind das Ergebnis vergleichender Prüfung durch Kürschner und Rauchwarenhändler in Bezug auf den Grad der offenbaren Abnutzung. Die Zahlen sind nicht eindeutig, zu den subjektiven Beobachtungen der Haltbarkeit in der Praxis kommen in jedem Einzelfall Beeinflussungen durch die Pelzzurichtung und die Pelzveredlung sowie zahlreiche weitere Faktoren hinzu. Eine genauere Angabe könnte nur auf wissenschaftlicher Grundlage ermittelt werden.

Die Einteilung erfolgte in Stufen von jeweils 10 Prozent. Die nach praktischer Erfahrung haltbarsten Fellarten wurden auf 100 Prozent gesetzt.